# Haarlemse tram

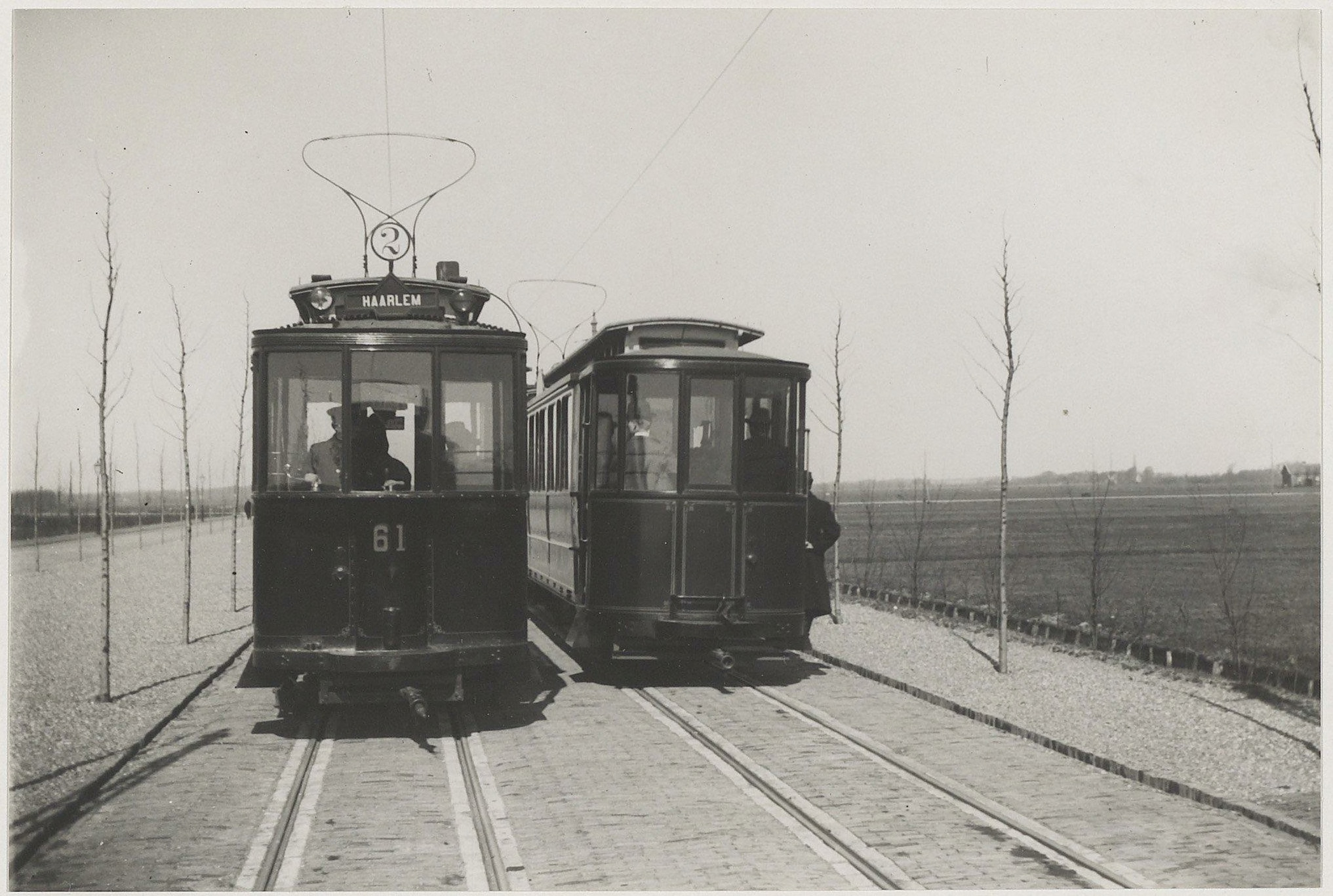
Elektrische trams op de Kleverparkweg, ziende naar het noorden; circa 1910.

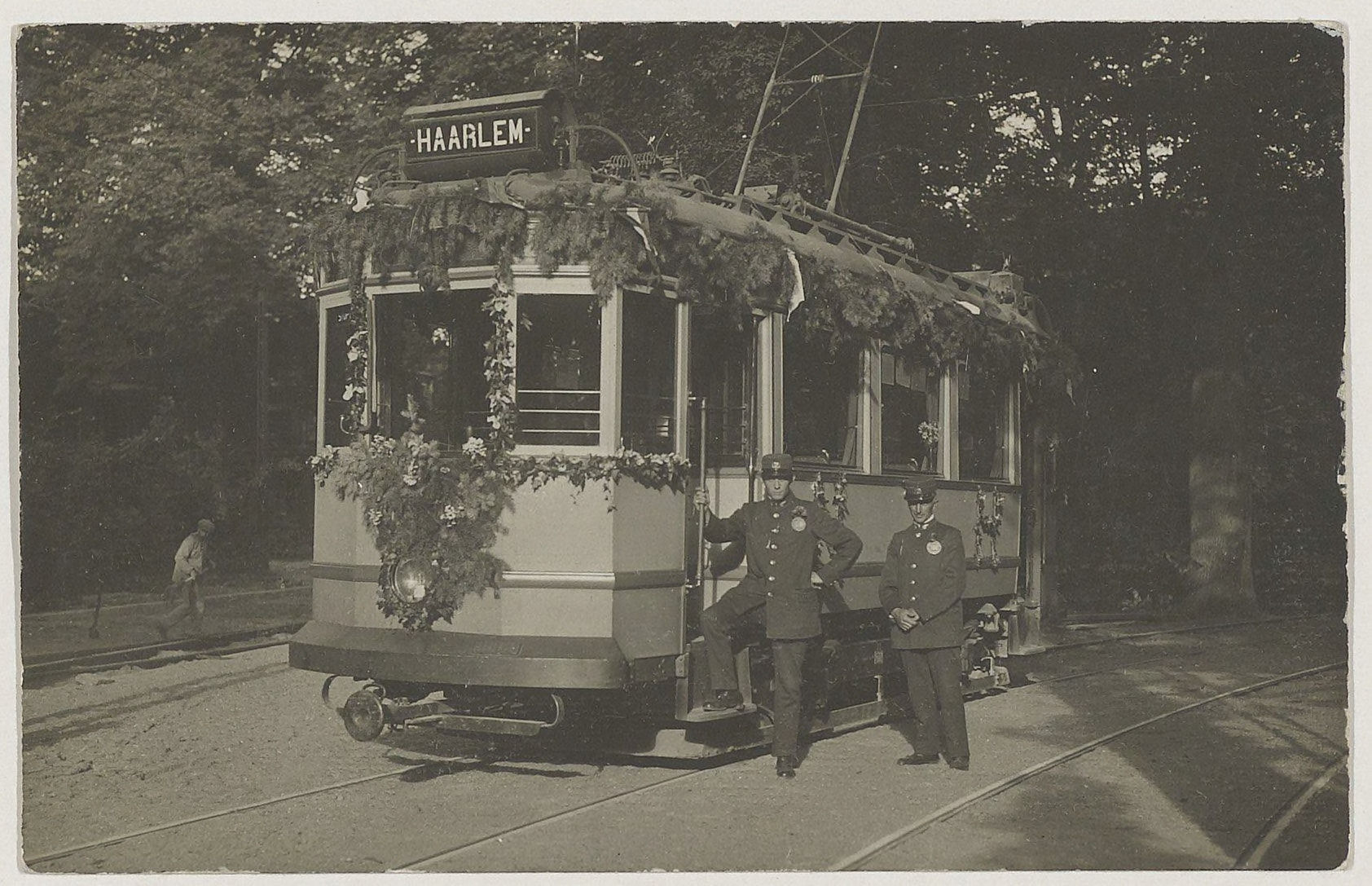
De elektrische tram in de Haarlemmerhout, versierd in verband met de opening van de tramlijn Hout - Heemstede op 7 juli 1917. Foto: Noord-Hollands Archief.

De Haarlemse tram is de benaming voor de trams die tussen 1878 en 1957 in en om Haarlem reden. Het tramnet rond Haarlem bestond uit twee deelnetten: een met normaalspoor (1435 mm spoorwijdte) en een met smalspoor (1000 mm). Op beide netten hebben zowel lokale trams gereden (binnen Haarlem en de randgemeenten Bloemendaal, Heemstede, Overveen en Schoten), als interlokale tramlijnen. In 1924 werd de blauwe kleur geïntroduceerd, waardoor de NZH-trams algemeen bekend werden als de Blauwe Tram. In 1929 voerde de gemeente Haarlem een lijnnummering in voor de lokale tramlijnen. De interlokale lijnen van de Blauwe Tram hebben nooit onder nummer gereden.

## Normaalspoor

### Paardentram

#### Station – Dreef (1878-1913)
Op 27 februari 1878 startte de Haarlemsche Tramway-Maatschappij  een paardentramdienst op de lijn Station Haarlem – Dreef. Volgens bronnen was de spoorwijdte eerst 1422 millimeter maar werd vanaf 1896 uitgevoerd op normaalspoor. Dit bedrijf werd op 30 mei 1904 overgenomen door de Haarlemsche Tramweg-Maatschappij. Deze lijn had een lengte van 2,3 kilometer en liep volgens de route Stationsplein – Kruisweg – Grote Markt – Grote Houtstraat – Houtplein – Dreef. Het eindpunt lag bij de Haarlemmerhout ter hoogte van de Meester Lottelaan, op de gemeentegrens Haarlem – Heemstede. In 1896 kreeg de lijn een korte zijtak van het Houtplein naar het Frederikspark, waar het Brongebouw gevestigd was, een kuuroord waar men kon baden in geneeskrachtig water. In hetzelfde jaar werd de trambaan geheel opnieuw aangelegd en verbreed van 1422 naar 1435 mm.

#### Materieel
In totaal zijn 15 verschillende paardentramrijtuigen ingezet door beide paardentrammaatschappijen. In onderstaande tabel meer informatie over deze rijtuigen.
| Serie   | Aantal | Bouwjaar    | Fabrikant | Opmerkingen |
| ------- | ------ | ----------- | --------- | --- |
| 1 - 8   | 8      | 1878        | Beijnes   | Gesloten paardentramrijtuigen en vrijwel gelijk aan een eerdere geleverde deelserie voor de AOM. De rijtuigen kende 16 zitplaatsen op langsbanken en circa 12 staanplaatsen. Na ombouw tot een elektrische tramlijn werd het paardentrammaterieel verkocht. Eén rijtuig uit deze serie werd vermoedelijk verkocht aan de TBV voor inzet op de tramlijn Utrecht - Vreeswijk en daar herspoord naar 1067 mm en mogelijk vernummerd zijn naar TBV 13. Een ander rijtuig werd verkocht aan de EG waar het in dienst werd gesteld onder nummer 3. Het rijtuig bleef daar in exploitatie tot 1921 en werd in 1926 gesloopt. |
| 9 - 10  | 2      | 1878        | Beijnes   | Open paardentramrijtuigen, vermoedelijk de eerste open rijtuigen van fabrikant Beijnes. De rijtuigen had een lengte van 4100 mm. Er waren 24 zitplaatsen en circa 14 zitplaatsen. Rijtuig 9 werd in 1893 vernummerd in 13. Rijtuig 13 of rijtuig 10 werd in 1913 verkocht aan de EG waar het in dienst kwam onder nummer 4 en werd omgespoord naar 1067 mm. Het rijtuig werd in 1921 buiten dienst gesteld. Het kwam in 1926 terecht bij de Tramweg-Maatschappij De Meijerij en werden onderdelen gebruik voor de bouw van benzinemotorrijtuig 27. Het bleef daar tot afvoer in 1931.                                 |
| 11 - 12 | 2      | 1889        | Beijnes   | Open rijtuigen, overgenomen van de AOM waar deze rijtuigen reden onder nummer 69 en 70. De rijtuigen werden flink verbouwd voor ingebruikname in Haarlem. Een of beide rijtuigen werden in 1913 verkocht aan de TBV voor inzet op de tramlijn Utrecht - Vreeswijk onder nummer 11 en 12 waar afvoer in 1923 volgde. |
| 9       | 1      | 1891        | Beijnes   | Gesloten paardentramrijtuig dat gebouwd werd voor een hoofdingenieur met de naam S.H. Huizer die hiermee een aanzettoestel trachtte te demonstreren. Het rijtuig werd in 1893 gekocht door de Haarlemse tram en reed daar vermoedelijk als regulier paardentramrijtuig. In 1913 werd het rijtuig verkocht aan de Tramlijn Eindhoven - Heeze waar het omgespoord werd naar 1067 mm en werd vernummerd naar nummer 5. Het werd vervolgens in 1923 omgebouwd door de Tramweg-Maatschappij De Meijerij tot benzinemotorrijtuig met nummer 25 en gesloopt in 1926.                                                         |
| 14 - 15 | 2      | 1900 - 1901 | ?         | Mogelijk door de maatschappij zelf gebouwd met 24 zitplaatsen en circa 12 staanplaatsen. Rijtuig 15 is mogelijk in 1913 verkocht aan de TBV voor inzet op de tramlijn Utrecht - Vreeswijk onder nummer 11 en 12 waar afvoer in 1923 volgde. Rijtuig 14 werd verkocht aan de Tramlijn Eindhoven - Heeze waar het omgespoord werd naar 1067 mm en werd vernummerd naar nummer 2. Daar werd het buiten dienst gesteld in 1921. In 1926 werd het rijtuig door de Tramweg-Maatschappij De Meijerij omgebouwd tot gesloten rijtuig 28 tot afvoer in 1931.                                                                   |

### Elektrische tram

#### Soendaplein – Station – Heemstede (1913-1948) (lijn 1)
De normaalsporige stadsdienst werd vanaf 10 mei 1913 bereden met elektrische trams van de NZHTM. De route werd toen verlengd met het 1.500 meter lange traject Station – Soendaplein via de Schoterweg op het grondgebied van de gemeente Schoten (tegenwoordig: Haarlem-Noord). In het centrum van Haarlem werd vanaf nu in zuidelijke richting gereden via de Koningstraat en de Gierstraat. Aan de andere zijde werd de tram in de periode 1917-1922 in fasen doorgetrokken naar de Glipperweg in Heemstede, nabij de buurtschap De Glip, en bereikte daarmee zijn maximale lengte van 7,7 kilometer. De tramlijn, die in 1929 het lijnnummer 1 kreeg, was populair bij het publiek en kende een hoge frequentie. Op 1 november 1948 werd de lijn als laatste Haarlemse stadslijn vervangen door de bus.

#### Verwulft – Overveen (1914-1933) (lijn 5)
In de periode 1914-1917 werd het normaalsporige stadstramnet in fasen uitgebreid met een nieuwe, 2,5 kilometer lange lijn van het Verwulft in het centrum van Haarlem via de Zijlweg naar Overveen. De tram kreeg daar zijn eindpunt ten zuiden van station Overveen en nabij het militaire hospitaal. Deze lijn werd na een bestaan van slechts 19 jaar op 14 juni 1933 vervangen door de bus.

#### Tram naar Leiden (1881-1949)
In 1881 werd een stoomtramverbinding Heemstede – Leiden aangelegd via de Bollenstreek. Deze stoomtram zou nooit op Haarlems grondgebied rijden. Het beginpunt lag aan de Dreef in Heemstede, op enkele tientallen meters van het eindpunt van de paardentram. Bij de gefaseerde doortrekking van lijn 1 naar Heemstede in de periode 1917-1922 werd de stoomtram telkens ingekort tot het eindpunt van deze elektrische stadstram. In 1932 werd de stoomtramlijn door de Bollenstreek geëlektrificeerd, waarmee aan de stoomtractie bij de NZHTM een einde kwam. Het beginpunt van de lijn werd verplaatst naar Haarlem Station. Tussen het Station en de Glipperdreef in Heemstede reed deze tram dezelfde route als stadslijn 1. Na de opheffing van stadstramlijn 1 op 1 november 1948 werd het Haarlemse eindpunt verlegd naar de Dreef tegenover het Provinciehuis. Op 2 januari 1949 werd de tramlijn Haarlem - Leiden opgeheven. Daarmee kwam na ruim 70 jaar een einde aan het normaalsporig tramnet in Haarlem.

#### Materieel elektrische tram

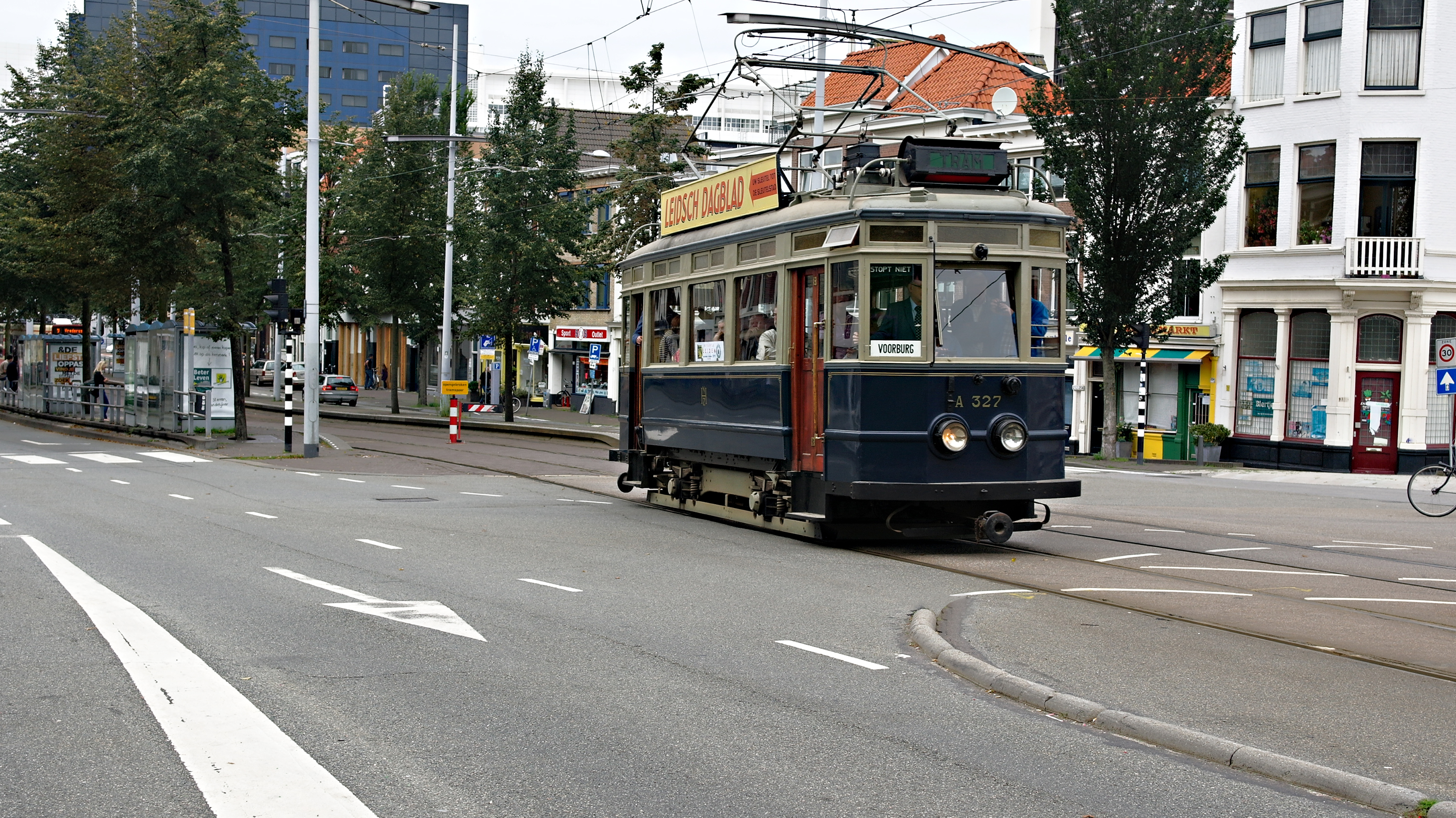
Motorwagen A327 heeft dienstgedaan op de stadstramlijnen van Haarlem en Leiden. Deze wagen is gerestaureerd door de Tramweg-Stichting en sinds 1981 rijvaardig. Den Haag, Spui; 2011.

Op de Haarlemse normaalsporige stadslijnen werd uitsluitend gereden met trammotorwagens van de series A313 - A327 (Beijnes Haarlem, 1912, in dienst gesteld 1913), A328 - A330 (Beijnes Haarlem, 1918) en A351 - A358 (Allan Rotterdam, 1927), al dan niet voorzien van een bijwagen. Van het normaalspoormaterieel zijn twee rijtuigen bewaard gebleven: motorwagen A327 uit 1912/1913 en bijwagen B303 (Beijnes, 1918) bij de Tramweg-Stichting te Scheveningen. Daarnaast is de Haarlemse bijwagen B32 gewaard gebleven, maar deze is teruggebracht in de oorspronkelijke toestand van GTr 663.

##### Motorwagens A301 - A312 (C1 - C12), A313 - A327 (C13 - C27) en A328 - A330
Voor de Haarlemse stadslijnen leverde Beijnes in 1912 15 motorwagens af die de nummers C13 - C27 kregen. Ze waren bijna identiek aan de Leidse rijtuigen. Doordat de Haarlemse stadslijn nog niet klaar was, werden de wagens voorlopig opgeslagen. In 1913 kwamen ze alsnog in dienst. Door de verlenging van de tramlijn naar Heemstede en de aanleg van de lijn naar Overveen, werd de materieelpositie dermate krap, dat in 1918 door Beijnes nog de A328 - A330 werden gebouwd. De C13 - C27 werden in 1918 vernummerd in A313 - A327. Tussen de laatste drie nieuwelingen en de rest van de serie waren enige verschillen, die nadien ook op de andere motorwagens werden toegepast. Met de verlengingen naar Oegstgeest resp. Heemstede werden de stadslijnen interlokaal en werden twee koplampen aangebracht. Dit was op basis van de Locaalspoor- en Tramwegwet verplicht voor interlokale tramlijnen. Ook kreeg de bestuurder een schuine, minder reflecterende, voorruit. Na de opheffing van de Haarlemse stadslijn 1 gingen deze trams naar Leiden om daar de stadsdienst uit te voeren. Hun buitendienststelling volgde op 7 oktober 1960, toen de stadsdienst in Leiden werd opgeheven. Motorwagen A327 is in 1965 bij de Tramweg-Stichting ondergebracht en gerestaureerd en sinds 1981 rijvaardig.

##### Motorwagens A351 - A358
Om de krappe materieelpositie zowel in Leiden als in Haarlem op te vangen, werden in 1926-1927 door Allan acht motorwagens geleverd, die voor de aandrijving uitgerust waren met een zgn. cardanoverbrenging. Hierbij is de aandrijving op de assen op dezelfde manier uitgevoerd als bij een auto, wat bij trams zeer ongebruikelijk was. Pas bij het moderne materieel zoals de PCC's zien we dit op grote schaal terugkomen. Het concept van deze Cardanwagens was afgekeken van een grote serie Parijse motorwagens die rond die tijd gebouwd werd. Men verwachtte van deze techniek minder slijtage en snellere acceleratie. Het laatste doel werd totaal niet gehaald. De trams hadden twee motoren van ieder 46 pk. De wagens hadden een groot middeninstapbalkon met een 12 klapbankjes. De bestuurder had geen aparte cabine en omdat tevens een voordeur was aangebracht met een in- en uitklapbare treeplank, was eenmanbediening mogelijk waarvan in de praktijk geen gebruik werd gemaakt. In 1949 werden deze wagens buiten dienst gesteld en in 1950 afgevoerd.

##### Bijwagens B301 - B308
Deze vierassige aanhangwagens op twee korte draaistellen deden dienst op de Haarlemse stadslijn 1 (Soendaplein - Heemstede) en werden in 1918 door Beijnes afgeleverd. Er waren 24 zit- en 44 staanplaatsen en de wagens hadden een lage middeninstap waardoor het in- en uitstappen vlot ging. Ze werden na de opheffing van de Haarlemse stadslijnen afgevoerd en deels gesloopt. Uit delen van de als tuinhuisjes gebruikte wagens B303 en B306 reconstrueerde de Tramweg-Stichting bijwagen B303.

## Smalspoor

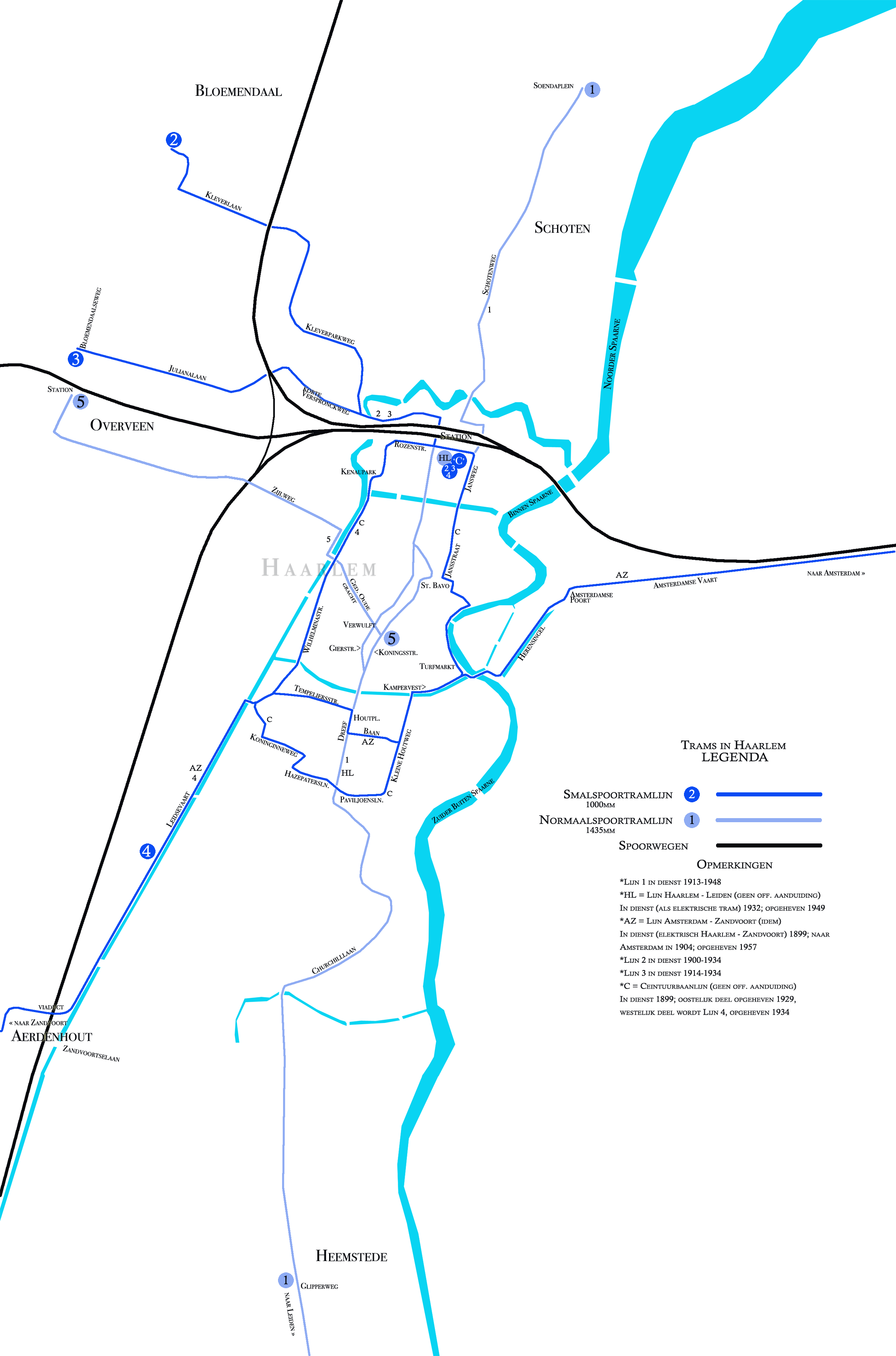
Tramlijnenoverzicht Haarlem 1899-1957

Achtereenvolgens waren de ENET (1899-1904), ESM (1904-1924), NZHTM (1924-1946) en NZHVM (1946-1957) exploitanten van de meterspoortramlijnen.
De Eerste Nederlandsche Electrische Tram-Maatschappij (ENET) werd opgericht op 4 juni 1898 te Haarlem. Op 1 juli 1899 werd de tramlijn Haarlem – Zandvoort geopend. Daarnaast werden er ook een stadslijn (Ceintuurlijn) in Haarlem en in 1900 een lijn naar Bloemendaal in gebruik genomen.
De Electrische Spoorweg-Maatschappij (ESM) werd opgericht op 22 december 1902 te Amsterdam. Op 1 juli 1904 werd de exploitatie overgenomen van de Eerste Nederlandsche Electrische Tram-Maatschappij (ENET), die tramlijnen in Haarlem en naar Bloemendaal en Zandvoort exploiteerde. Op 4 oktober 1904 werd de tramlijn Amsterdam – Haarlem geopend. In 1914 werd de tramlijn van Haarlem naar Overveen geopend. De stadstramlijn en de lijnen naar Bloemendaal en Overveen werden opgeheven tussen 1929 en 1934.
Vanaf 1924 werd de exploitatie van de ESM-lijnen uitgevoerd door de blauwe trams van de NZHTM. Op 20 mei 1946 nam de ESM de exploitatie zelf ter hand, waarbij de naam werd gewijzigd in Noord-Zuid-Hollandsche Vervoer Maatschappij N.V. (NZHVM), zodat de inmiddels ingeburgerde afkorting NZH gehandhaafd kon blijven.

### Ceintuurbaan (1899-1929)
Op 27 juli 1899 werd de 5,3 kilometer lange Ceintuurbaan geopend, de eerste elektrische, van bovenleiding voorziene stadstramlijn in Nederland (in Den Haag reed sedert 1890 een accutram). De Ceintuurbaan was een ringlijn die in beide richtingen gereden werd en overwegend dubbelsporig was uitgevoerd. De route (met de klok mee): Stationsplein – Jansweg – Jansstraat – Grote Markt – Turfmarkt – Kampervest – Kleine Houtweg – Paviljoenslaan – Hazepaterslaan – Koninginneweg – Wilhelminastraat – Kinderhuisvest – Kenaupark – Rozenstraat – Stationsplein. De lijn werd geëxploiteerd met 12 motorwagens van het fabricaat Beijnes. Een rit kostte in de beginperiode 7,5 cent. De trams stopten aanvankelijk op verzoek overal langs de route. In 1901 werden alsnog vaste halteplaatsen ingevoerd. Per 1 januari 1929 werd het oostelijk gedeelte van de Ceintuurbaan, Koninginneweg – Station, opgeheven. Deze tak ondervond veel concurrentie van lijn 1, die er parallel aan liep.

### Station – Emmastraat – Leidsevaart (1929-1934) (lijn 4)
De overgebleven westelijke tak van de Ceintuurbaan, Station – Emmastraat, kreeg in 1929 lijnnummer 4 toegewezen. Deze lijn werd op 1 februari 1931 doorgetrokken via de route van de tramlijn Amsterdam – Zandvoort naar een nieuw eindpunt aan de Leidsevaart, bij de Chrysanthemumlaan, op de grens Haarlem / Heemstede. Nog geen vier jaar later, op 6 september 1934, werd deze nieuwe lijn al opgeheven.

### Station – Bloemendaal (1900-1934) (lijn 2)
Op 5 oktober 1900 opende de ENET een 2,7 kilometer lange tramlijn naar Bloemendaal. De trams reden aanvankelijk van het Kennemerplein, na oplevering van het hooggelegen Station Haarlem in 1908 reden de trams vanaf het Stationsplein via het Staten Bolwerk, Van Ostadestraat, Kleverparkweg en de Kleverlaan naar het eindpunt aan de Korte Kleverlaan in Bloemendaal. De lijn was aangelegd in enkelspoor, met een wisselplaats nabij het Kleverpark. In 1914 werd de lijn verdubbeld.
Op de Kleverlaan kruiste de tram de HSM-spoorlijn Haarlem – Uitgeest gelijkvloers. De HSM weigerde aanvankelijk toestemming voor deze tramkruising, maar moest deze na ministerieel ingrijpen gedogen. De kruising werd bewaakt door een seinwachter van HSM. Bij het naderen van een trein legde hij de tramwissels in een zodanige stand dat de tram, bij het negeren van het onveilig sein, dood zou lopen op een stootjuk, en niet de spoorbaan op zou rijden.
In 1929 kreeg deze lijn het nummer 2. Er hebben nog plannen bestaan om de lijn om te bouwen naar normaalspoor, maar de crisis gooide roet in het eten. Toen zowel de baan als het materieel versleten was, werd op 6 september 1934 de lijn naar Bloemendaal vervangen door een busdienst, op dezelfde dag als lijn 4.

### Station – Overveen Julianalaan (1914-1934) (lijn 3)
Deze lijn werd in 1914 aangelegd als een 1,6 kilometer lange zijtak van de lijn naar Bloemendaal, en had een totale lengte van 2,2 kilometer. Deze ultrakorte tramlijn liep via Statenbolwerk en Korte Verspronckweg naar de Julianalaan. Het eindpunt lag op de hoek van deze laan met de Bloemendaalseweg, ten noorden van Station Overveen. De eindpunten van lijn 3 en de normaalsporige lijn 5 lagen 200 meter uiteen. Lijn 3, die nooit een groot succes gekend had, werd op 22 mei 1934 'verbust'.

### Amsterdam – Haarlem – Zandvoort (1899-1957)
De tramlijn Haarlem – Zandvoort, geopend in 1899, was de eerste Nederlandse elektrische tramlijn met bovenleiding. In 1904 werd het trajectgedeelte Amsterdam – Haarlem in gebruik genomen. Deze lijn had een lengte van 19,4 km en een spoorwijdte van 1.000 mm. Het stadstraject in Amsterdam was eigendom van de Gemeentetram Amsterdam. Op een deel van dit traject lag drierailig spoor (meterspoor en normaalspoor van de Amsterdamse tram).
Vanaf 1904 reden vrijwel alle trams doorgaande ritten Amsterdam – Zandvoort. Deze lijn doorkruiste de binnenstad van Haarlem in oost-westrichting en deed het station niet aan. De tram kwam de stad binnen bij de Amsterdamse Poort en reed via de route Lange Herenvest – Antoniestraat – Kampervest – Kleine Houtweg – Baan – Houtplein – Tempeliersstraat naar de Leidsevaart om de stad via de brug over de spoorlijn Haarlem – Leiden te verlaten. Na de opheffingsgolf in de jaren 20, 30 en 40 was de lijn Amsterdam – Zandvoort nog de enige tramverbinding door Haarlem, totdat ook deze lijn op 31 augustus 1957 werd opgeheven en door een busdienst vervangen (lijn 80).

### Tram naar Alkmaar (1896-1924)
In 1896/1897 opende de Société anonyme belge de tramways néerlandais (Haarlem et extensions) (TN) te Brussel de 30 kilometer lange metersporige stoomtramlijn Haarlem – Alkmaar (Nieuwlandersingel) via de route Schoten – Santpoort – Velsen – Beverwijk – Castricum – Limmen – Heiloo. In 1902 werd het beheer overgenomen door de Maatschappij tot Exploitatie van Tramwegen. In 1909 kwam de tramlijn in handen van de NZH.
In Haarlem vertrokken de trams van het Kennemerplein, aan de noordzijde van het station. In 1913 werd het beginpunt verplaatst naar het Soendaplein in Schoten, dat toen tevens het eindpunt werd van de normaalsporige stadstram. De stoomtrams staken bij Velsen het Noordzeekanaal over; eerst via een brug, maar na de verbreding van het kanaal in 1906 per stoomveerpont, met passagiers en al. Er zijn na de eeuwwisseling enkele malen plannen gemaakt om in ieder geval het trajectgedeelte Haarlem – Velsen te elektrificeren. Deze plannen vonden geen doorgang. In 1924, het jaar van introductie van de Blauwe Tram, werd deze lijn vervangen door de autobus. De huidige Connexxion buslijnen 73 en 167 volgen grotendeels deze route en kunnen als opvolger van de tram worden gezien.

### Museummaterieel

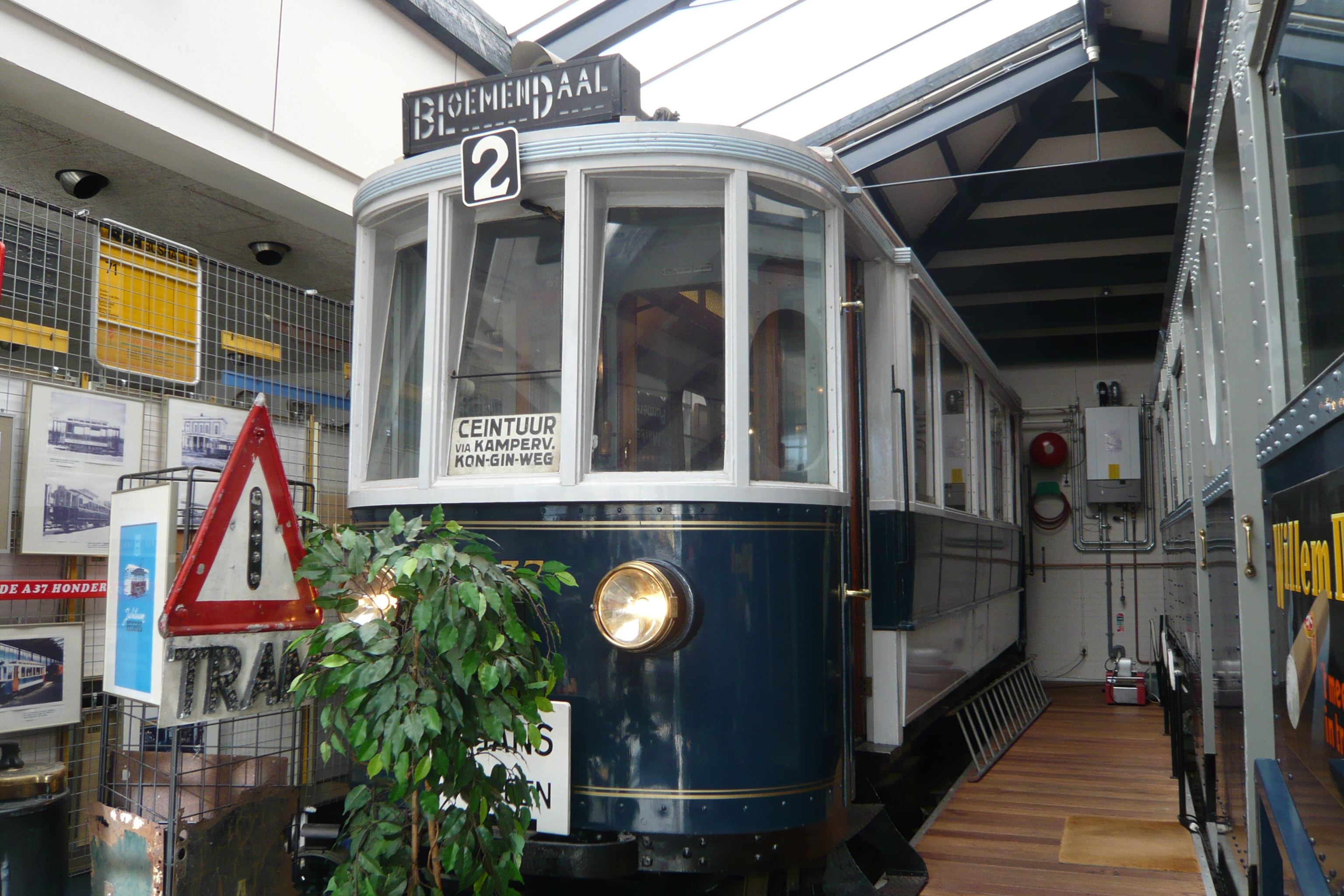
Motorwagen A37 in het NZH-Vervoermuseum te Haarlem

Van het oorspronkelijke trammaterieel uit 1899 is motorwagen A37 bewaard gebleven in het NZH Vervoer Museum. Van het trammaterieel uit 1904 is aldaar één motorwagen (A14) bewaard gebleven.

### Bijzonderheden
- Tussen 1922 en 1929 werden de lijn naar Bloemendaal en de Ceintuurbaan als doorgaande lijn geëxploiteerd, ter besparing van tijd en materieel.
- De smalsporige stadslijnen, die nooit een groot passagiersaanbod gekend hebben, werden doorgaans geëxploiteerd met losse motorwagens, op sommige trajecten en in sommige perioden met eenmanwagens (waarin geen conducteur meereed, en waarin men bij de bestuurder moest betalen).